# Васильевский сельский округ (Серпуховский район)
Васильевский сельский округ — упразднённая административно-территориальная единица, существовавшая на территории Серпуховского района Московской области в 1994—2006 годах.
Васильевский сельсовет был образован в первые годы советской власти. По данным 1921 года он входил в состав Пригородной волости Серпуховского уезда Московской губернии.
В 1923 году к Васильевскому с/с были присоединены Родионовский и Сьяновский с/с.
4 ноября 1925 года из Васильевского с/с был выделен Сьяновский с/с.
В 1926 году Васильевский с/с включал село Васильевское и деревню Родионовка.
В 1929 году Васильевский с/с был отнесён к Серпуховскому району Серпуховского округа Московской области.
15 февраля 1952 года к Васильевскому с/с был присоединён Московочный сельсовет.
14 июня 1954 года к Васильевскому с/с были присоединены Петровский и Рыжиковский сельсоветы.
20 августа 1960 года к Васильевскому с/с были присоединены селения Верхние Велеми, Глубоково и Нижние Велеми упразднённого Глубоковского с/с.
1 февраля 1963 года Серпуховский район был упразднён и Васильевский с/с вошёл в Ленинский сельский район. 11 января 1965 года Васильевский с/с был возвращён в восстановленный Серпуховский район.
30 мая 1978 года в Васильевском с/о было упразднено селение Телятьево.
3 февраля 1994 года Васильевский с/с был преобразован в Васильевский сельский округ.
1 октября 2004 года в Васильевском с/о посёлок дома отдыха «Шахтёр» был присоединён к деревне Васильевское.
В ходе муниципальной реформы 2004—2005 годов Васильевский сельский округ прекратил своё существование как муниципальная единица. При этом все его населённые пункты были переданы в сельское поселение Васильевское. К началу проведения муниципальной реформы в состав округа входили следующие населенные пункты:
- Васильевское
- Верхние Велеми
- Глубоково
- Московка
- Нижние Велеми
- Новая
- Новые Кузьменки
- Петровское
- Родионовка
- Рыблово
- Рыжиково
- Старые Кузьменки
- Съяново-1
- Фенино
- Шарапова Охота

29 ноября 2006 года Васильевский сельский округ исключён из учётных данных административно-территориальных и территориальных единиц Московской области.